# Heliophanus forcipifer
Heliophanus forcipifer är en spindelart som beskrevs av Kulczynski 1895. Heliophanus forcipifer ingår i släktet Heliophanus och familjen hoppspindlar. Inga underarter finns listade i Catalogue of Life.